# Refugio de Gabardito
El Refugio de Gabardito es un refugio de montaña situado a 1280 m de altitud en el término municipal de Valle de Hecho, en el Parque natural de los Valles Occidentales, en la comarca de Jacetania a los pies de la cumbre del Bisaurín. 
Administrativamente está situado dentro del término municipal de Valle de Hecho, en la comarca del Jacetania, en la provincia de Huesca en la Comunidad Autónoma de Aragón.
Está guardado todo el año, y de noviembre a mayo y los fines de semana y puentes. Dispone de 45 plazas en litera, así como servicio de comidas, duchas y lavabos, agua caliente y mantas. Es titularidad del Ayuntamiento de Valle de Hecho y fue inaugurado el 1987. Se accede en coche hasta el propio refugio o andando 3 horas desde el refugio de Lizara.

## Actividades
Es punto de partida para muchos excursionistas, a la cumbre del Bisaurín, practicar senderismo por el GR 11 y por la ruta de trekking de La Senda de Camille, también se puede practicar esquí de fondo en invierno.